# Dasumia cephalleniae
Dasumia cephalleniae là một loài nhện trong họ Dysderidae.
Loài này thuộc chi Dasumia. Dasumia cephalleniae được miêu tả năm 1976 bởi Brignoli.